# Padar (ort i Azerbajdzjan, Aghsu)
Padar (ryska: Падар) är en ort i Azerbajdzjan.   Den ligger i distriktet Ağsu Rayonu, i den centrala delen av landet, 140 km väster om huvudstaden Baku. Padar ligger 215 meter över havet och antalet invånare är 1 624.
Terrängen runt Padar är kuperad norrut, men söderut är den platt. Närmaste större samhälle är Aghsu, 12,8 km öster om Padar.
Trakten runt Padar består till största delen av jordbruksmark. Runt Padar är det ganska tätbefolkat, med 62 invånare per kvadratkilometer.